# John William Waterhouse
John William Waterhouse (Rim, 6. travnja 1849. – London, 10. veljače 1917.) britanski je prerafaelitski slikar, poznat po svojim slikama s tematikom iz mitologije (posebice grčke) te književnosti.

## Životopis
Rođen je u 1849. u Rimu, a roditelji su mu bili slikari William i Isabela Waterhouse. Kad je imao pet godina, njegova se obitelj preselila u South Kensington. Otac ga je poučavao slikanju, a potom je pristupio Kraljevskoj akademiji 1870. gdje su i izloženi njegovi raniji radovi, a potom u Dudleyjevoj galeriji i Društvu britanskih umjetnika.
Godine 1883. vjenčao se s Esther Kenworthy, također slikaricom. Imali su dvoje djece, a oboje je umrlo u djetinjstvu. Waterhouse je izabran za punopravnog akademika. Poučavao je u Drvodjeljskoj umjetničkoj školi svetog Ivana, a potom se pridružio i njihovoj udruzi te služio u Kraljevskom akademskom vijeću.
Umro je od raka 1917., a grob mu je na Kensal Green groblju.

## Djela
Waterhouse je 1874. za Akademijinu izložbu priredio djelo San i njegov polubrat Smrt, prikaz Hipna i Tanatosa. Slika je naišla na dobar prijam kod publike te je izlagao u Akademiji gotovo svake godine sve do svoje smrti.
Jedna od najpoznatijih Waterhouseovih slika jest The Lady of Shallot, o dami od Shallota, koja prikazuje Elaine od Astolata koja je umrla od tuge jer je Lancelot nije volio. Naslikao je 1888., 1896. i 1916. tri različite inačice slike njezina lika.
Drugi omiljeni lik bila mu je Ofelija. Najpoznatija slika prikazuje je nedugo prije njezine smrti, kako stavlja cvijeće u kosu te sjeda na granu povrh jezera. Kao i The Lady of Shallot i brojne druge slike, opisuje smrt mlade djevojke pored vode. Ovu je sliku 1888. prikazao da bi dobio diplomu (izvorno je namjeravao dati sliku sirene, ali nije je stigao dovršiti). Ofeliju je opet naslikao 1894. te 1909., a planirao je još jednu sliku - Ophelia in the Churchyard, Ofeliju u crkvenom dvorištu, ali je nije uspio dovršiti zbog bolesti.

## Galerija
- San i njegov polubrat Smrt, 1874.
- Kirka pruža čašu Odiseju, 1891.
- Sirena, 1901.
- Psiha, 1903.
- Dekameron, 1916.
- Miranda - oluja, 1916.

## Vanjske poveznice
- Djela

- Život i djela Johna Williama Waterhousea (engl.)
- John William Waterhouse - galerije (engl.)
- John Willaim Waterhouse (engl.)